# Roger Baens
Roger Baens (Molenstede, 18 agosto 1933 – Rillaar, 26 marzo 2020) è stato un ciclista su strada belga, vincitore di tre tappe alla Vuelta a España.
Prese parte ad una edizione dei Campionati del mondo di ciclismo su strada, nel 1959.
Vinse la Dwars door België nel 1959 quando questa competizione era strutturata come breve gara a tappe; in questo genere di prove, inoltre, fu secondo al Ronde van Nederland 1960 e terzo al Deutschland Tour del 1962.

## Palmares

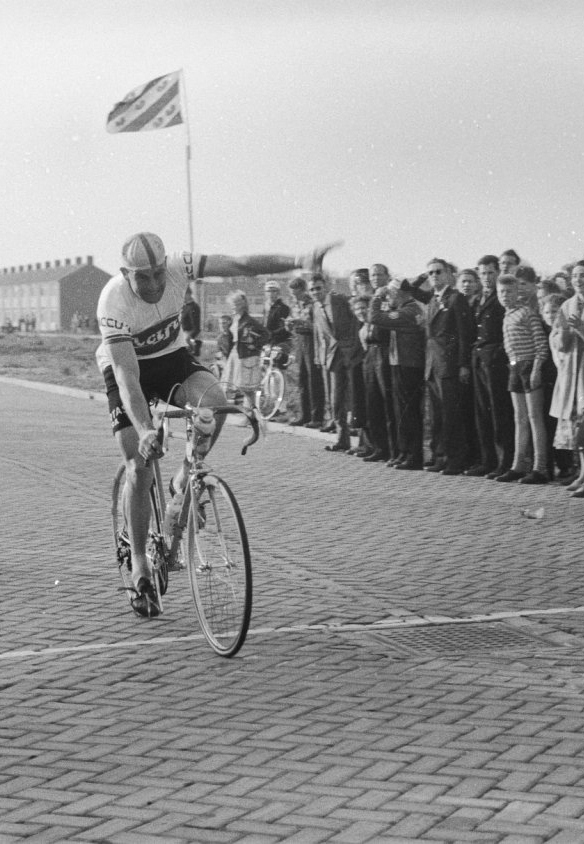
Roger Baens nel 1961

- 1954 (Dilettanti, sei vittorie)

4ª tappa Giro del Belgio dilettanti Oudenaarde > Torhout)
Bekkevoort
Diest
Scherpenheuvel
Tienen
Meer-Goetsenhoven
- 1955 (Indipendente, due vittoria)

Campionati belgi indipendenti, Prova in linea
2ª tappa Giro del Belgio indipendenti (Tournai > Gent)
- 1956 (Mercier, due vittorie)

Circuit de la Gette - Drieslinter
Tervuren-Breendonk
- 1957 (Carpano, una vittoria)

15ª tappa Vuelta a España (Bayonne > San Sebastián)
- 1958 (Libertas, )

Grote Prijs Stad Zottegem
De Drie Zustersteden
Ronde van Limburg
Tielt-Winge
3ª tappa Giro del Belgio (Florenville > Spa)
- 1959 (Peugeot, Flandria sei vittorie)

Circuit de la Gette - Drieslinter
Grote Bankprijs - Roeselare
Grand Prix d'Orchies
Ronde van Brabant
1ª tappa Dwars door België (Waregem > Ciney)
Classifica generale Dwars door België
- 1960 (Philco, Libertas, due vittorie)

Flèche anversoise - Grand Prix de la Libération
1ª tappa Ronde van Nederland (Amsterdam > Heerenveen)
- 1961 (Berin, Faema, una vittoria)

2ª tappa Ronde van Nederland (Amsterdam > Dokkum)
- 1963 (Libertas, G.B.C., due vittorie)

9ª tappa Vuelta a España (Pamplona > Saragozza)
14ª tappa Vuelta a España (Cuenca > Madrid)

### Altri successi
- 1955 (Indipendenti, una vittoria)

Rummen (kermesse)
- 1956 (Mercier, tre vittorie)

Halen (kermesse)
Jeuk (kermesse)
Rummen (kermesse)
- 1958 (Libertas, quattro vittorie)

Kraainem (criterium)
Kapellen (kermesse)
Welle (kermesse)
Beveren-Waas (kermesse)
- 1959 (Peugeot, Flandria)

Bierbeek (criterium)
Londerzeel (kermesse)
Tessenderlo (kermesse)
Erembodegem-Terjoden (kermesse)
- 1960 (Philco, Libertas, quattro vittorie)

Gooik (criterium)
Langemark (criterium)
Lessen - Grand Prix des Carrières (kermesse)
Tienen-Bost (kermesse)
- 1961 (Bertin, Faema, tre vittorie)

Houtem-Vilvoorde (kermesse)
Tirlemont (kermesse)
Rillaar (kermesse)
- 1962 (Flandria, quattro vittorie)

2ª tappa, 2ª semitappa Tour de France (Herentals > Herentals, cronosquadre)
Kohlscheid (criterium)
Molenstede (criterium)
Kwaadmechelen (kermesse)

## Grandi giri
- Tour de France

1962: 43º
1963: ritirato (alla 10ª tappa)
- Vuelta a España

1957: 22º
1959: ritirato (alla ?ª tappa)
1963: 22º

### Classiche monumento
- Milano-Sanremo

1962: 28º
1963: 14º
- Giro delle Fiandre

1957: 21º
1960: 31º
- Parigi-Roubaix

1957: 28º
1960: 58º
1962: 25º
1963: 19º
- Liegi-Bastogne-Liegi

1960: 42º
1962: 26º

### Competizioni mondiali
- Campionati del mondo

Zandvoort 1959 - In linea: 34º